# ماثياس نيلسن
ماثياس نيلسن (بالدنماركية: Mathias Nielsen)‏ (2 مارس 1991 - ) هو لاعب كرة قدم دانمركي في مركز الدفاع. لعب مع نادي فيبورج ونادي نايستفيد ونادي نوردشيلاند ونادي هورسينس.

## وصلات خارجية
- ماثياس نيلسن على موقع الاتحاد الأوربي (الإنجليزية)
- ماثياس نيلسن على موقع قاعدة بيانات كرة القدم.إي يو (الإنجليزية)
- ماثياس نيلسن على موقع Soccerway.com (الإنجليزية)
- ماثياس نيلسن على موقع عالم كرة القدم.نت (الإنجليزية)